# RTON Ptasia
RTON Ptasia – Radiowo-Telewizyjny Ośrodek Nadawczy w Zielonej Górze usytuowany jest na budynku przy ul. Ptasia 34.

## Parametry
- Wysokość posadowienia podpory anteny: 183 m n.p.m.
- Wysokość zawieszenia systemów antenowych: TV: 48, 50 m n.p.t.

## Transmitowane programy

### Programy telewizyjne
Programy telewizyjne analogowe wyłączone 28 listopada 2012 r.
| LP | Program                | Właściciel                  | Częstotliwość | Kanał | Moc nadajnika | Polaryzacja |
| -- | ---------------------- | --------------------------- | ------------- | ----- | ------------- | ----------- |
| 1  | Polsat                 | Telewizja Polsat Sp. z o.o. | 210,25 MHz    | 10    | 1 kW          | pozioma     |
| 2  | TV Odra - Zielona Góra | Polskie Media               | 711,25 MHz    | 51    | 1 kW          | pozioma     |

### Programy radiowe
| LP | Program                | Częstotliwość | Moc nadajnika (ERP) | Polaryzacja |
| -- | ---------------------- | ------------- | ------------------- | ----------- |
| 1  | RMF Classic            | 89,00 MHz     | 0,25 kW             | pionowa     |
| 2  | RMF Maxxx Zielona Góra | 101,70 MHz    | 0,50 kW             | pionowa     |

### Programy radiowe – cyfrowe
| Skład multipleksu | Częstotliwość | Kanał | Moc nadajnika | Polaryzacja | Kierunkowość | Kompresja      |
| --- | ------------- | ----- | ------------- | ----------- | ------------ | -------------- |
| DAB+ - Polskie Radio Program I - Polskie Radio Program II - Polskie Radio Program III - Czwórka - Radio Poland - Program IV Polskie Radio 24 - Polskie Radio Chopin - Polskie Radio Dzieciom - Radio Zachód | 220,352 MHz   | 11C   | 1,5 kW        | pionowa     | kierunkowa   | AAC/AAC+/AAC++ |

### Programy telewizyjne – cyfrowe[1]
| Skład multipleksu                          | Częstotliwość | Kanał | Moc promieniowana nadajnika | Polaryzacja | Kompresja wizji |
| ------------------------------------------ | ------------- | ----- | --------------------------- | ----------- | --------------- |
| MUX 3                                      | 562 MHz       | 32    | 2,5 kW                      | pozioma     | MPEG-4          |
| MUX-R (planowany) - TV Odra - Zielona Góra | 610 MHz       | 38    | 1 kW                        | pozioma     | MPEG-4          |